# Gregorio de San Apostolo
Gregorio de San Apostolo (né à Rome, Italie, et mort vers 1202) est un cardinal italien du XIIe siècle et du début du XIIe siècle.

## Biographie
Le pape Clément III le crée cardinal lors du consistoire du 12 mars 1188. Le cardinal de San Apostolo est légat en Italie, en Hongrie, en Allemagne et en Lombardie.
Il participe à l'élection de Célestin III en 1191 et à l'élection d'Innocent III en 1198.